# GE U22C
A GE U22C é uma locomotiva diesel-elétrica produzida pela GE Transportation entre os anos de 1975 e 1985, sendo utilizada na Austrália, Brasil, Nigéria e Tunísia.
É movida pelo motor GE 7FDL-12 B, ou seja, um 12 cilindros, versão B do motor FDL.
Foi produzida nas bitolas de 1,000, 1,067 e 1,435m, podendo ser considerada uma evolução da  U20C.

## Tabela
| Modelo | Potência (HP) | Bitola (m)    | Fabricante       | Origem       | Ano de Fabricação |
| ------ | ------------- | ------------- | ---------------- | ------------ | ----------------- |
| U22C   | 2200          | 1,000 a 1,435 | General Electric | EUA e Brasil | 1975 e 1985       |

## Proprietários Originais
- As U22C, junto com as EMD GT22CUM-2 foram as ultimas locomotivas compradas pela RFFSA, sendo direcionadas para a SR2 (Belo Horizonte), sendo entregue com a numeração (2801-2810) definitiva do sistema SIGO. Hoje estas locomotivas encontram-se em operação na FCA.

- As U22C da Queensland Rail foram convertidas em C22-MMI.